# ماغي دياز
ماغي دياز (بالإنجليزية: Maggie Diaz)‏ هي مصورة أسترالية وأمريكية، ولدت في 25 فبراير 1925، وتوفيت في 16 أكتوبر 2016.